# Sturgeon Bay, Wisconsin
Sturgeon Bay là một thành phố thuộc quận Door, tiểu bang Wisconsin, Hoa Kỳ. Năm 2000, dân số của thành phố này là 9437 người.